# Pauline Davis-Thompson
Pauline Davis-Thompson, född den 9 juli 1966 är en bahamansk före detta friidrottare som tävlade i kortdistanslöpning.
Davis-Thompsons första internationella mästerskapsfinal var inomhus-VM 1991 då hon blev femma på 60 meter. Samma år var hon också i final vid VM i Tokyo där hon slutade sjua på 200 meter. Vid inomhus-VM 1995 blev hon silvermedaljör på 200 meter bakom Melinda Gainsford från Australien. Vid utomhus-VM samma år i Göteborg slutade hon tvåa på 400 meter bakom Marie-José Pérec.
Hon deltog vid Olympiska sommarspelen 1996 i Atlanta och slutade då fyra på 400 meter och blev silvermedaljör i stafetten på 4 x 100 meter tillsammans med Eldece Clarke, Chandra Sturrup, Savatheda Fynes och Debbie Ferguson efter segrande USA. 
Vid VM 1997 i Aten blev hon sjua på 400 meter och vid inomhus-VM 1999 slutade hon trea på 200 meter.
Hon var tillsammans med Fynes, Sturrup och Ferguson med i stafettlaget på 4 x 100 som blev guldmedaljörer vid VM i Sevilla 1999. Samma lag blev även Olympiska mästare vid Olympiska sommarspelen 2000 i Sydney. 
Där kom hon även tvåa på 200 meter efter Marion Jones. Jones har sedermera blivit av med sin guldmedalj på grund av dopning och den 8 december 2009 beslutade IOK att tilldela Davis-Thompson guldmedaljen.

## Personliga rekord
- 60 meter - 7,16
- 100 meter - 10,97
- 200 meter - 22,27
- 400 meter - 49,28